# خانه جواد خان
خانه جواد خان مربوط به دوره پهلوی اول است و در شهرستان سنندج، بخش مرکزی، روستای قار واقع شده و این اثر در تاریخ ۲۳ شهریور ۱۳۸۲ با شمارهٔ ثبت ۱۰۱۶۷ به‌عنوان یکی از آثار ملی ایران به ثبت رسیده است.